# راهنمای تشخیصی و آماری اختلال‌های روانی

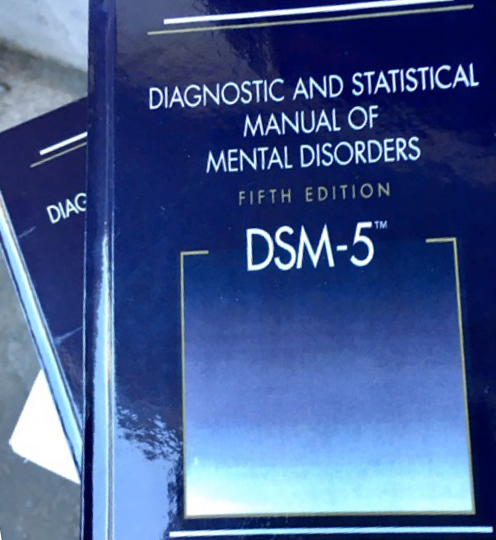

راهنمای تشخیصی و آماری اختلال‌های روانی یا دی اس ام (انگلیسی: Diagnostic and Statistical Manual of Psychiatric Disorders, و به اختصار DSM) یک زبان مشترک و استاندارد برای طبقه‌بندی اختلالات روانی ارائه می‌کند و توسط انجمن روان‌پزشکی آمریکا تهیه شده‌است. این راهنما برپایه مجموعه‌ای از نظر پزشکان، پژوهشگران، فهرست داروهای روان‌پزشکی، بنگاه‌های بیمه، صنایع داروسازی و در همکاری پیاپی با آی.سی.دی و سازمان بهداشت جهانی تهیه شده‌است.
آخرین نسخه این راهنما، ویرایش پنجم آن دی‌اس‌ام-۵ است که در سال ۲۰۱۳ میلادی منتشر شده‌است. این کتاب به فارسی نیز ترجمه شده است.

## تاریخچه ایجاد
نیاز به طبقه‌بندی اختلال‌های روانی در تمامی طول تاریخ پزشکی بدیهی به نظر رسیده ‌است، ولی در مورد اینکه کدام یک از اختلال‌ها را باید مد نظر قرار داد و نیز اینکه مناسب‌ترین شیوه سازماندهی آن‌ها کدام است توافق چندانی وجود نداشته ‌است.
در ایالات متحده آمریکا نیاز به جمع‌آوری اطلاعات آماری انگیزه اولیه برای طبقه‌بندی اختلال‌های روانی به‌شمار می‌رفت. نخستین اقدام رسمی برای گردآوری اطلاعات دربارهٔ بیماری‌های روانی در آمریکا ثبت فراوانی یک طبقه از بیماری‌های روانی تحت عنوان «کانائی-دیوانگی» در سرشماری ۱۸۴۰ بود. در سرشماری سال ۱۸۸۰ بین هفت طبقه از بیماری‌های روانی یعنی مانی (شیدایی)، مالیخولیا، مونومانی یا مشغولیت فکری بیمارگون به یک موضوع خاص، فلج ناقص، زوال عقل، می‌بارگی یا الکلیسم و صرع تمایز قائل شدند. در سال ۱۹۱۷ کمیته آماری انجمن روان‌پزشکی آمریکا، همراه با کمیسیون ملی بهداشت روانی، طرحی را تدوین کردند، که از سوی اداره سرشماری برای آمارگیری هماهنگ، از بیمارستان‌های روانی مورد استفاده قرار گرفت. پس از آن انجمن روان‌پزشکی آمریکا با همکاری آکادمی پزشکی نیویورک تدوین مجموعه اصطلاحات روان‌پزشکی قابل قبول همگانی را آغاز کرد، و  قرار بر آن شد که انجمن پزشکی آمریکا آن را در نخستین چاپ مجموعه اصطلاحات طبقه‌بندی استاندارد بیماری‌ها بگنجاند.
بعدها از سوی ارتش آمریکا مجموعه اصطلاحات گسترده‌تری تدوین شد تا نشانه‌های بیماران سرپایی مانند اختلال‌های روانی فیزیولوژیکی شخصیتی حاد افراد نظامی و سربازان سابق جنگ جهانی دوم به نحو بهتری در آن گنجانده شود. مقارن با آن سازمان جهانی بهداشت ششمین چاپ طبقه‌بندی بین‌المللی بیماری‌ها (ICD) را منتشر کرد که برای نخستین بار در آن مبحث اختلال‌های روانی گنجانده شده بود. آی.سی. دی-۶ تحت تأثیر شدید مجموعه اصطلاحات اداره سربازان سابق قرار داشت و شامل ده طبقه برای روان پریش‌ها، ٩ طبقه برای روان رنجورها، و هفت طبقه برای اختلال‌های منش رفتار و هوش بود. کمیته مجموعه اصطلاحات و آمار انجمن روان‌پزشکی آمریکا نسخه متفاوتی از آی.سی. دی-۶ را به عنوان اولین چاپ راهنمای تشخیصی و آماری اختلال‌های روانی(DSM-۱) در سال ۱۹۵۲ منتشر کرد. دی‌اس‌ام-۱ واژه‌نامه‌ای داشت که طبقات تشخیصی در آن توصیف شده و نخستین راهنمای رسمی اختلال‌های روانی بود که بر کاربرد بالینی تأکید داشت.
به دلیل عدم استقبال گسترده از طبقه‌بندی اختلال‌های روانی مطرح شده در آی.سی. دی-۶ و آی.سی. دی-۷ سازمان جهانی بهداشت در جهت بازنگری جامع موضوعات تشخیصی به راهنمایی استنگل روان‌پزشک انگلیسی اقدام کرد. مرحله بعدی تجدیدنظر تشخیصی که به پیدایش دی‌اس‌ام-II و آی.سی. دی-۸ منجر شد توصیه‌های استنگل را آن‌گونه که باید مورد توجه قرار نداد. دی‌اس‌ام-II مشابه دی‌اس‌ام-I بود با این تفاوت که اصطلاح واکنش از آن حذف شده بود. همانند موارد دی‌اس‌ام-I و دی‌اس‌ام-II ظهور دی‌اس‌ام-III با چاپ بعدی آی.سی. دی (یعنی نهمین چاپ آن) هماهنگ شد که در سال ۱۹۷۵ منتشر و از سال ۱۹۷۸ به مورد اجرا گذاشته شد.

## انواع اختلالات روان‌پزشکی بر اساس دی‌اس‌ام-۵
- اختلال خلقی
- اختلال افسردگی اساسی
- اختلال عصب شناختی خفیف
- اختلال کم‌توجهی - بیش‌فعالی بزرگسالان
- اختلال پرخوری
- درخودماندگی
- مصرف‌کنندگان مواد مخدر برای اولین بار
- اعتیاد رفتاری
- اختلال اضطراب فراگیر
- اختلال استرسی پس از ضایعه روانی